# Teinostoma cocolitoris
Teinostoma cocolitoris är en snäckart som beskrevs av Henry Augustus Pilsbry och McGinty 1945. Teinostoma cocolitoris ingår i släktet Teinostoma och familjen Vitrinellidae. Inga underarter finns listade i Catalogue of Life.